# Путошань
Путошань або Путо (кит.: 普陀山) — острів на південному сході Китаю, що входить до складу архіпелагу Чжоушань. Розташований на південний схід від Шанхаю на вході в затоку Ханчжоувань, належить до провінції Чжецзян.

## Релігія
Острів відомий в китайському буддизмі як бодхиманда (місце просвітлення) Авалокітешвари, шанованого в Китаї під ім'ям Гуань Інь. Путошань є однією з чотирьох священних гір Китаю, разом з горами Утайшань, Цзюхуашань і Емейшань (місця просвітлень Манджушри, Кшитигарбхи і Самантабхадри відповідно). Назва «Путо» пішла від «Поталака» («Potalaka»), гірської обителі Гуань Інь, згадуваної в Аватамсака-сутрі, також як і назва палацу Потала, колишньої резиденції Далай-лам.

## Туризм
Нині острів є туристичним об'єктом, що охороняється. Дістатися до Путошаня можна водним транспортом з Нінбо або Шанхаю.

## Пам'ятки
На острові знаходиться безліч буддистських храмів, пагод і природних об'єктів. Найцікавіші наступні місця:
- 33-метрова статуя богині милосердя Гуань Інь, розташована в південній частині острова. У лівій руці вона тримає колесо Дхарми, символ вчення Будди.
- Храм Пуцзі — найбільший комплекс на острові, побудований в 1080 році за часів династії Сун і добудовувався подальшими династіями. У головному залі храму по обидва боки від головної статуї Гуань Інь стоять 32 невеликих фігури, різні втілення, що зображують її.
- Пагода Усіх скарбів — найдревніша пагода на острові. Зведена поруч з храмом Пуцзі в 1334 році за часів династії Юань.
- Храм Фаю — будівництво почалося в 1580 році. Храм був перебудований в 1699 році по велінню імператора Кансі.
- Храм Хуейцзі — побудований в 1573 році біля підніжжя гори.

## Фототека

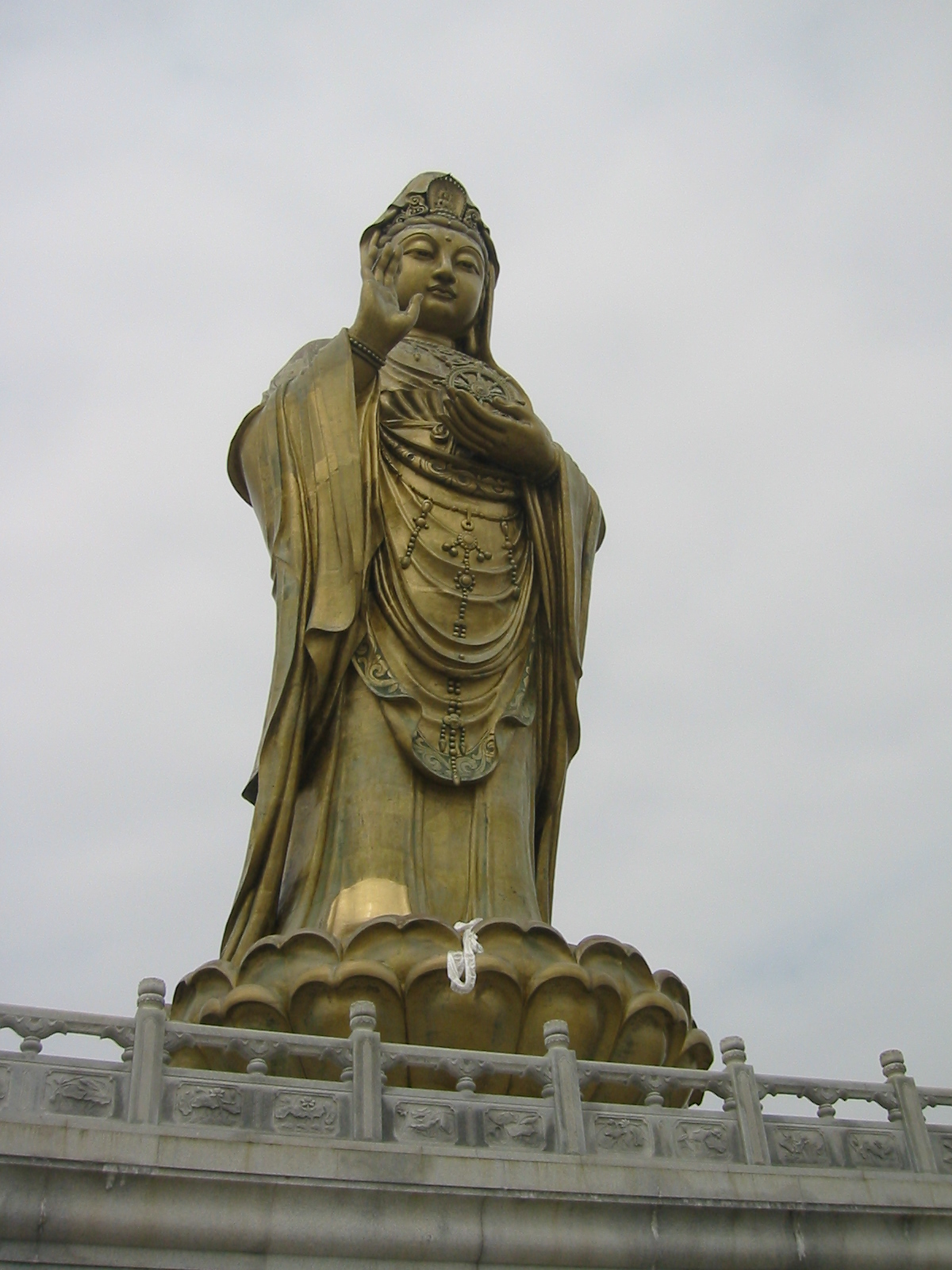
Статуя Гуань Інь
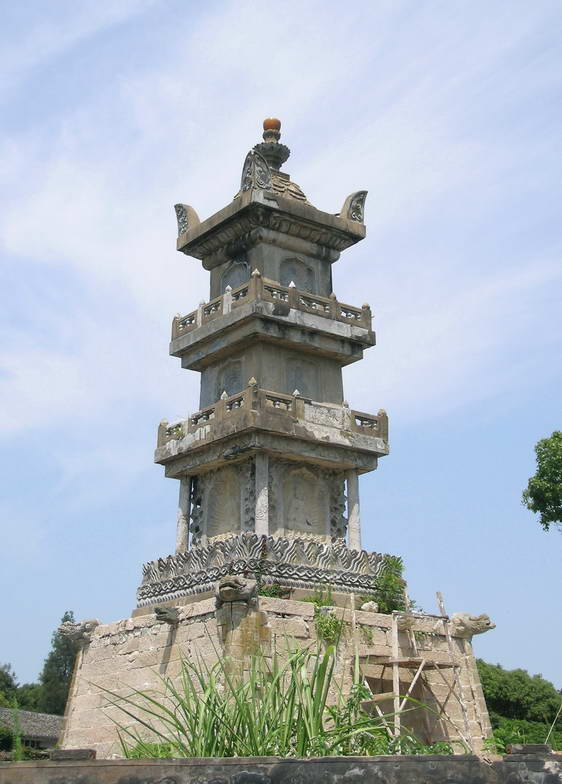
Пагода Всіх скарбів на горі Путо
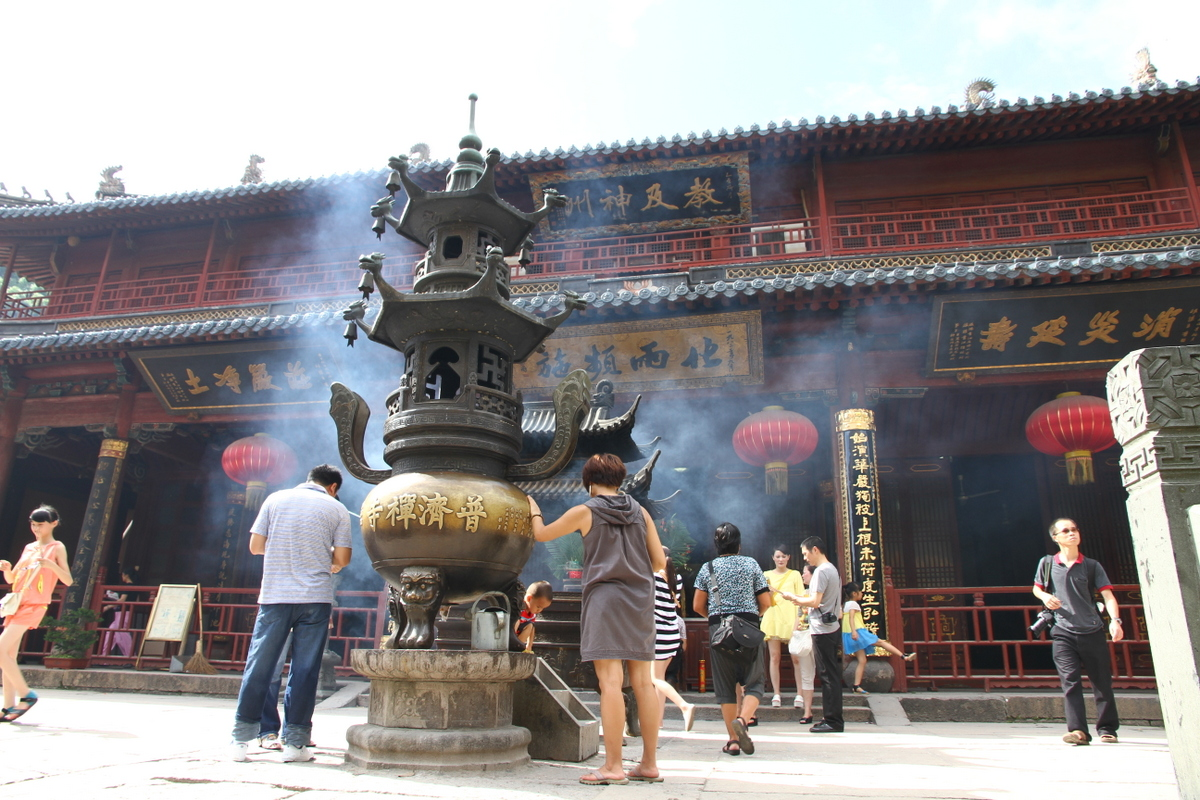
Puji Temple
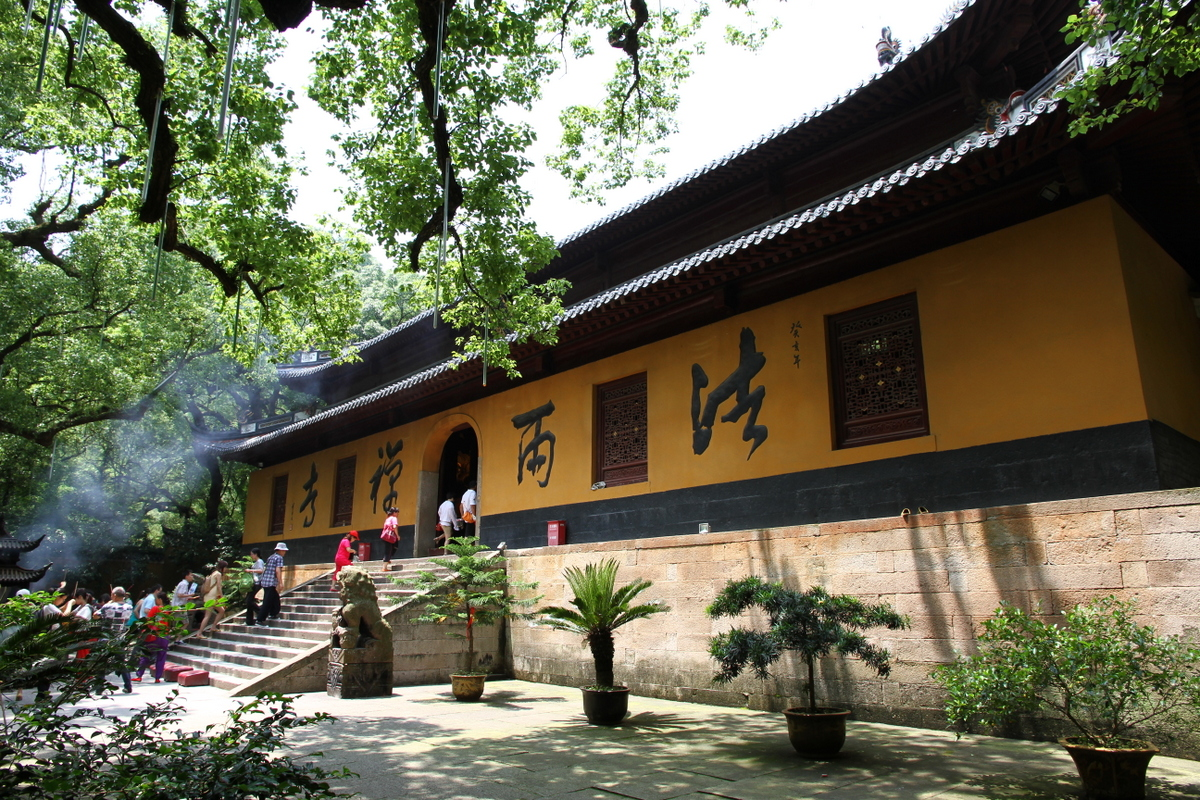
Fayu Temple
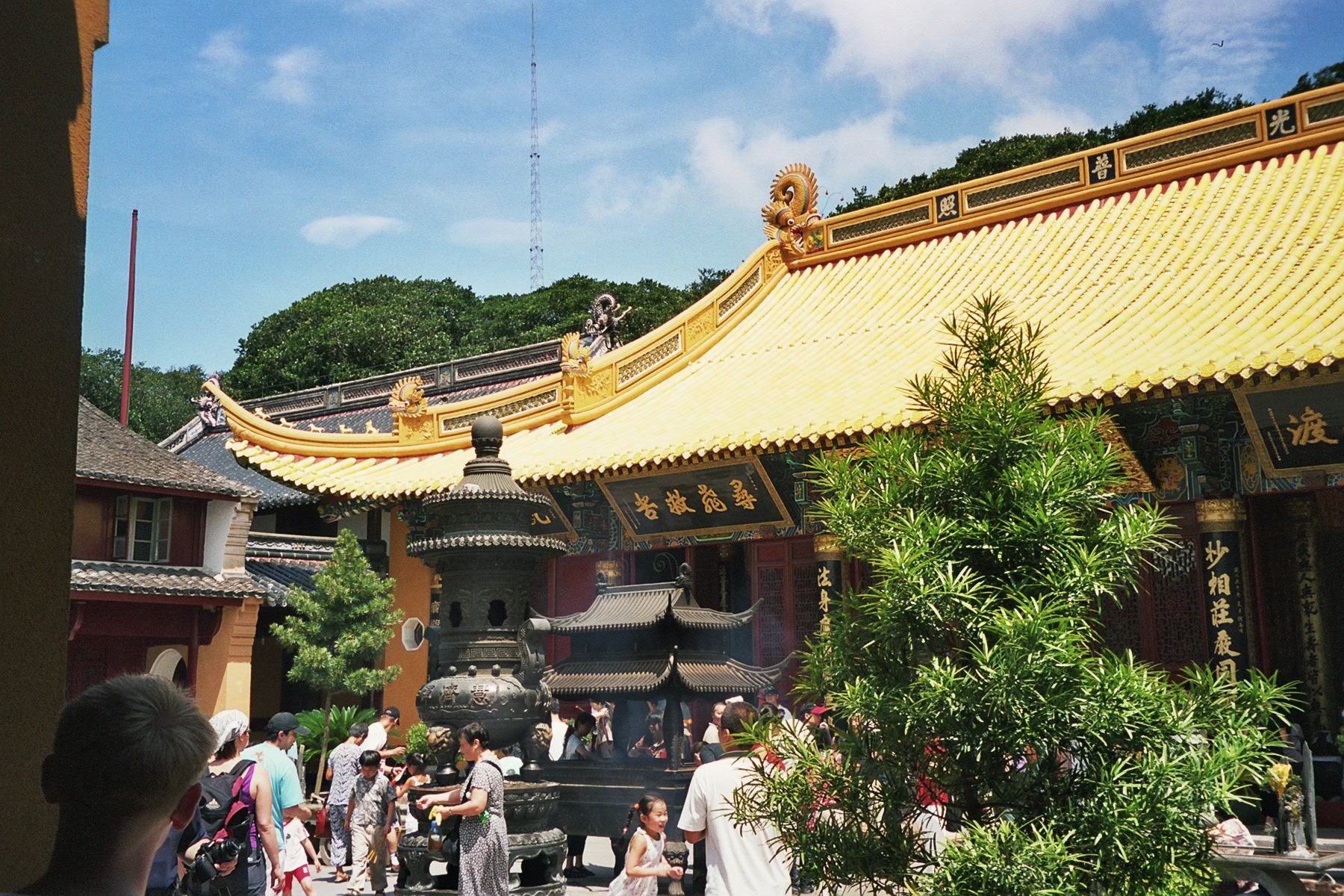
Huiji Temple